# Ludwig von Durazzo

Wappen von Ludwig von Durazzo

Ludwig von Durazzo (ital.: Luigi di Durazzo; * 1324; † 22. Juli 1362 in Neapel) war von 1336 bis zu seinem Tod ein Graf von Gravina aus dem älteren Haus Anjou.
Ludwig war ein jüngerer Sohn des Herzogs Johann von Durazzo und dessen zweiter Ehefrau Agnes de Périgord. Gemeinsam mit seinen Brüdern stand er am Hof Königin Johannas I. von Neapel in Konkurrenz zu den Vettern von Anjou-Tarent. Weiterhin war er als Stellvertreter seines älteren Bruders Karl Vikar im „Königreich Albanien“ und Gesandter Neapels bei der Kurie in Rom. Im Jahr 1347 fiel König Ludwig I. von Ungarn in Süditalien ein, um den Mord an seinem Bruder Andreas, dem ersten Ehemann Königin Johannas, zu rächen. Während die Königin mit ihrem zweiten Ehemann, Ludwig von Tarent, in die Provence floh, blieb Ludwig mit seinen Brüdern in Neapel zurück in der Hoffnung, aus dieser Situation profitieren zu können. Allerdings wurde der älteste Karl für den Mord verantwortlich gemacht und enthauptet. Ludwig und sein Bruder Robert wurden als Gefangene nach Ungarn gebracht.
Nachdem er dort 1352 wieder freigelassen worden war, kehrte er nach Neapel zurück, wo er die Führung der Anjou-Durazzo übernahm und einen regelrechten Bürgerkrieg gegen die Königin und die Anjou-Tarent führte. 1360 von Ludwig von Tarent geschlagen, wurde er 1362 im Castell dell’Ovo eingekerkert. Dort starb er wenig später, vermutlich durch Gift, das Königin Johanna ihm bestellt hatte. Bestattet wurde er in Santa Chiara/Neapel.
Ludwig von Durazzo war verheiratet mit Margarete di Sanseverino. Sie hatten drei Kinder, von denen aber nur eines die Kindheit überlebte.
- Karl von Durazzo (* 1345; † 24. Februar 1386), König von Neapel (als Karl III.) und Ungarn (als Karl II.)

## Weblink
- Materialsammlung auf genealogie-mittelalter.de

| Personendaten    | Personendaten      |
| ---------------- | ------------------ |
| NAME             | Ludwig von Durazzo |
| ALTERNATIVNAMEN  | Ludwig von Gravina |
| KURZBESCHREIBUNG | Graf von Gravina   |
| GEBURTSDATUM     | 1324               |
| STERBEDATUM      | 22. Juli 1362      |
| STERBEORT        | Neapel             |